# Premis YoGa 2004
Els 15è Premis YoGa foren concedits al "pitjoret" de la producció cinematogràfica de 2003 per Catacric la nit del 26 de gener de 2004 "en un lloc cèntric de Barcelona" per un jurat anònim que ha tingut en compte les apreciacions, comentaris i suggeriments dels lectors de la seva web.

## Guardonats
| Secció           | Premi               | Nom                        | Guanyador |
| ---------------- | ------------------- | -------------------------- | --- |
| Cinema estranger | Pitjor pel·lícula   | "Polis de guardería"       | Els homes de Harrelson |
| Cinema estranger | Pitjor director     | "Shin Chan"                | Wayne Wang, per Va passar a Manhattan                                                                                             |
| Cinema estranger | Pitjor actor        | "Descongélate"             | Harrison Ford, per Hollywood: Departament d'homicidis                                                                             |
| Cinema estranger | Pitjor actriu       | "La sonrisa de Bobalisa"   | Sandra Bullock, per Amor amb preavís                                                                                              |
| Cinema estranger | Maquillatge         | "Porque yo lo valgo"       | Salma Hayek, pel seu "bigoti volàtil" a Frida, i Johnny Depp, pel seu "rímel portàtil"                                            |
| Cinema espanyol  | Pitjor pel·lícula   | "En casa de Herrero..."    | El misterio Galíndez |
| Cinema espanyol  | Pitjor direcció     | "Teatri-partito"           | - Albert Boadella, per ¡Buen viaje, Excelencia! - Joel Joan, per Excusas - Paco Mir, per Lo mejor que le puede pasar a un cruasán |
| Cinema espanyol  | Pitjor actor        | "¡Hola, don Pepito!"       | Leonardo Sbaraglia, per Carmen |
| Cinema espanyol  | Pitjor actriu       | "Este cuerpo no es el mío" | Paz Vega, per Carmen |
| Especials        | Uno de los nuestros | "Hasta nunca corazón"      | Anne Igartiburu, per El lápiz del carpintero                                                                                      |
| Especials        | Trilogías           | "Tres que rayan"           | Matrix, Terminator i El Senyor dels Anells                                                                                        |